# Talk (album)
Pour les articles homonymes, voir Talk.
Albums de Yes
Highlights: The Very Best of Yes
(1993) Keys to Ascension
(1996)
Singles
1. Walls
Sortie : 1994
2. The Calling
Sortie : 1994
3. State of Play
Sortie : 1994

Talk est le quatorzième album studio de Yes, sorti le 21 mars 1994.
Il s'agit du dernier album de Yes avec Tony Kaye et Trevor Rabin. Rick Wakeman aurait dû faire partie de la formation de cet album en lieu et place de Tony Kaye, mais à la suite du refus de la gérance de Rick, c'est finalement Tony qui s'est retrouvé à reprendre son poste. Cependant, la plupart des claviers sont joués par Rabin, alors que Kaye se limite à l'orgue Hammond bien souvent préféré aux synthétiseurs depuis le début de sa carrière. 
Roger Hodgson, ex-Supertramp, a composé la chanson Walls avec Rabin : on avait proposé à Hodgson de remplacer Anderson dans la formation, mais à la suite du retour de ce dernier, ce projet ne verra pas le jour et les paroles ont été réécrites par Anderson pour mieux cadrer avec sa personnalité. On peut toutefois entendre la première version de la chanson sur l'album 90124 de Trevor Rabin, sur laquelle Hodgson et Rabin se partagent le chant. La chanson Where Will You Be est entièrement interprétée par Trevor Rabin qui y joue de tous les instruments, le seul ajout étant Jon Anderson aux textes et au chant. Il en existe une version instrumentale sur l'album 90124 de Trevor. 
Endless Dream est une longue suite de quinze minutes divisée en trois parties, Silent Spring, Talk et Endless Dream. Le riff de piano à répétition au début de Silent Spring provient d'un morceau plus long que Rabin avait l'intention d'utiliser dans le cadre d'une musique de film, mais a finalement choisi de l'utiliser sur la chanson. La pièce se déplace alors dans une signature de temps 15/8. La section instrumentale sur Talk est à l'origine une pièce intitulée October et que Rabin a écrite pour orchestre . Anderson déclarera que la chanson est "aussi bonne que tout ce que le groupe a fait et a noté sa structure "remarquable" dans la section Endless Dream, la classant à égalité avec Close to the Edge et Awaken, deux longs morceaux de Yes des années 1970. Alan White fera également l'éloge de la chanson.
L'album Talk se classe 2e au UK Albums Chart et 18e au Billboard 200.

## Titres
Toutes les chansons sont écrites et composées par Jon Anderson et Trevor Rabin, sauf mention contraire.
| No | Titre                                           | Auteur                                   | Durée |
| -- | ----------------------------------------------- | ---------------------------------------- | ----- |
| 1. | The Calling                                     | Trevor Rabin, Jon Anderson, Chris Squire | 6:52  |
| 2. | I Am Waiting                                    | Rabin, Anderson                          | 7:22  |
| 3. | Real Love                                       | Rabin, Squire, Anderson                  | 8:42  |
| 4. | State of Play                                   | Rabin, Anderson                          | 4:58  |
| 5. | Walls                                           | Rabin, Roger Hodgson, Anderson           | 4:52  |
| 6. | Where Will You Be                               | Rabin, Anderson                          | 6:03  |
| 7. | Endless Dream: a.) Silent Spring (Instrumental) | Rabin                                    | 1:56  |
| 8. | Endless Dream: b.) Talk                         | Rabin, Anderson                          | 11:56 |
| 9. | Endless Dream: c.) Endless Dream                | Rabin, Anderson                          | 1:50  |

### Titres bonus de la réédition de 2002
| 10. | Endless Dream (Silent Spring / Talk / Endless Dream) | Rabin, Anderson         | 15:43 |
| 11. | The Calling (Special Version)                        | Rabin, Anderson, Squire | 8:08  |

## Musiciens
D'après le livret accompagnant de l'album
- Jon Anderson : chant, chœurs
- Trevor Rabin : guitares, claviers, programmation, chant, chœurs
- Chris Squire : basse, chœurs
- Tony Kaye : orgue Hammond
- Alan White : batterie

## Production
- Trevor Rabin – production, ingénieur
- Michael Jay – ingénieur
- Stephen Marcussen – mastering à Precision Mastering, Los Angeles, Californie
- Jim Baldree – éditeur de mastering
- Paul Rivas – direction artistique
- Peter Max – logo original